# سیستم‌های ایزومورف

## تعریف
نمودارهای ایزومورف، هم شکل یا دوتایی، نمودارهایی هستند که در آنها حلالیت کامل در فازهای جامد وجود دارد.
برای نمونه سیستم مس و نیکل ایزومورف یا هم شکل است زیرا انحلال عناصر در حالت مایع و جامد کامل است.

## شرایط تشکیل
برای تشکیل بلورهای ایزومورف، دو ماده باید فرمول شیمیایی یکسانی داشته باشند، باید حاوی اتمهایی باشد که دارای خواص شیمیایی متناظر هستند و اندازه اتم‌های مربوط باید مشابه باشد. این الزامات اطمینان می‌دهد که نیروهای درون و بین مولکول‌ها و یون ها تقریباً شبیه به هم هستند و منجر به تشکیل بلورهایی می‌شوند که ساختار داخلی یکسانی دارند.

## تشریح یک نمونه

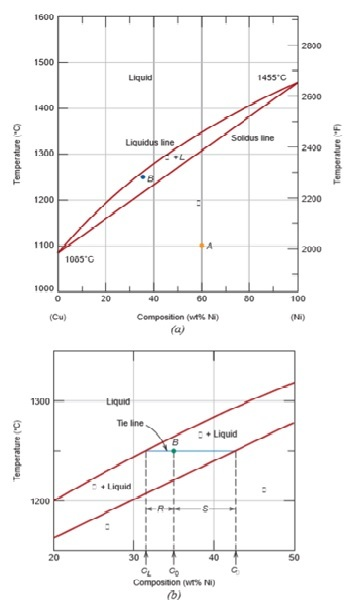
نمودارهای فازی مس ونیکل

نمودارهای فازی مس و نیکل مناسبترین نمودار برای درک و توصیف نمودار سیستم‌های فازی ۲ تایی هستند.
درجه حرارت بر روی محور عمودی و ترکیب آلیاژ بر روی محور افقی با درصد وزنی و درصد اتمی نشان داده شده‌اند.
۳منطقه فازی مختلف بر روی نمودار ظاهر می‌شوند.
هر منطقه به وسیله فاز یا فازهایی که در محدوده درجه حرارت و ترکیبات وجود دارند تعریف شده و به وسیله خطوط مرزی ترسیم می‌شوند.
مایع L یک محلول همگن مرکب ازمس و نیکل است. فاز α یک محلول جامد جانشینی متشکل از مس و نیکل است و ساختار بلوری FCC دارد.
در درجه حرارت‌های زیر ۱۰۸۰ درجه سلسیوس مس و نیکل محلول جامد هستند که برای هر درصد ترکیب در یکدیگر حل می‌شوند.
قابلیت انحلال کامل عناصر بر این است که ساختار بلوری یکسان، الکترونهای ظرفیت برابر، شعاع اتمی و عدد الکترونگاتیوی تقریباً مساوی باشند.
با دقت به نمودار، خطی که نواحی فاز مایع و فاز α+L را از هم جدا می‌کند خط لیکوِییدوس و خطی که بین ناحیه‌های α و α+L قرار دارد
خط سالیدوس نامیده می‌شوند.
همچنین با توجه به نمودار خطوط همدیگر را در دو انتها قطع می‌کنند که این دو دما مربوط به درجه حرارت‌های ذوب عناصر خالص هستند.

## تفسیر نمودارهای فازی
برای یک سیستم ۲تایی با درجه حرارت مشخص که در حال تعادل است، حداقل سه نوع اطلاعات در دسترس است:
1. فازهایی که وجود دارند
2. ترکیبات این فازها

۳)درصد یا کسر این فاز ها